# 안개뒤쥐
안개뒤쥐(Sorex sonomae)는 땃쥐과에 속하는 포유류의 일종이다. 미국 캘리포니아주 북부 지역과 오리건주의 토착종이다.

## 아종
안개뒤쥐는 2개 아종을 포함하고 있다.
- Sorex sonomae sonomae
- Sorex sonomae tenelliodus